# Marsu Productions
A Marsu Productions, mais conhecida por Marsu, é uma editora de BD monegasca criado por Jean-François Moyersoen em 1986.

## História
Em 1986, Jean-François Moyersoen convence o seu amigo André Franquin para dar ao Marsupilami, então personagem secundária nas aventuras de Spirou e Fantásio, a sua própria série. Foi o jackpot para a editora, o primeiro álbum do Marsupilami vendeu mais de 600.000 exemplares e esse sucesso ainda hoje não esmoreceu.
Natacha fez a transição da Dupuis para a Marsu em 1989 com o álbum Cauchemirage e deixou de ser publicada nos álbuns de Spirou.
Em 1992, a Marsu Productions, comprou a Franquin os direitos de Gaston Lagaffe.
Com estas três e outras séries criadas exclusivamente pela editora, a Marsu, tornou-se numa das editoras paralelas de BD Franco-Belga de maior sucesso.